# فیرنانا (تسیروآنوماندیدی)
فیرنانا (به لاتین: Fierenana) یک منطقهٔ مسکونی در ماداگاسکار است که در تزیروآنوماندیدی واقع شده‌است. فیرنانا ۲۱٬۲۲۴ نفر جمعیت دارد و ۹۱۰ متر بالاتر از سطح دریا واقع شده‌است.